# 단호박
단호박은 서양호박(Cucurbita maxima)의 한 품종이다. 겨울 호박이며, 맛이 아주 달다. 작은 것은 미니단호박, 밤호박 등으로 부르기도 한다. 남아메리카의 고원 지대가 원산으로, 뉴질랜드, 멕시코, 일본 등에서 주로 재배된다.
일본에서는 19세기부터 홋카이도를 중심으로 재배되기 시작했으며, 한국에는 일제강점기인 1920년대에 들어왔는데, "왜호박"이라 부르며 꺼리다가, 1985년 이후 제주도와 전라남도 해남 등 남부 지역에서 일본 수출 목적으로 생산되기 시작했다. 오늘날에는 전국적으로 재배되고 있다.

## 요리 응용
카보차는 호박고구마보다 더 단맛이 나는 매우 달콤한 맛이다. 질감과 맛은 호박과 고구마를 합친 것과 비슷하다. 일부 종류의 카보차는  적갈색 감자 또는 밤처럼 맛이 날 수도 있다. 껍질은 먹을 수 있지만 일부 요리사는 조리 속도를 높이기 위해 또는 개인 취향에 따라 껍질을 벗길 수 있다. 카보차는 일반적으로 반찬과 수프에 사용되며 감자나 다른 종류의 애호박 대용으로도 사용된다. 먼저 애호박을 반으로 자르고 씨를 제거한 다음 얇게 썰어서 튀길 수 있다. 소량의 식물성 기름과 조미료를 뿌려 오븐에서 구울 수 있다. 마찬가지로 잘라낸 카보 차 반쪽을 압력솥에 넣고 15-20 분 동안 고압으로 찔 수 있다. 카보차는 대류 오븐에서 자르지 않고 통째로 천천히 구울 수 있으며, 그 후에는 껍질을 포함하여 호박 전체가 부드럽고 먹을 수있게된다. 속을 채운 카보차는 그릴에서 조리할 수 있다.
카보차는 일년 내내 먹을 수 있지만 늦여름과 초가을에 가장 맛있다. 카보차는 주로 일본, 한국, 태국, 캘리포니아, 플로리다, 하와이, 콜로라도 남서부, 멕시코, 태즈메이니아, 통가, 뉴질랜드, 칠레, 자메이카, 남아프리카에서 재배되지만, 재배 기간이 100일 이상인 기후에 널리 적응하고 있다.

## 같이 보기
- 맷돌호박
- 애호박
- 조선호박